# KNHB beker mannen 1993/94
De 1ste editie van de KNHB beker 1993/94 kende HDM als winnaar. In de finale die gespeeld werd in het Wagener-stadion versloegen de Hagenaars Hurley met 6-1.

## Poulefase

### Poule A
| Team                 | GS | Ptn | DV | DT |
| -------------------- | -- | --- | -- | -- |
| 1. Bloemendaal       | 5  | 10  | 17 | 3  |
| 2. Laren             | 5  | 6   | 12 | 9  |
| 3. Gooische          | 5  | 6   | 11 | 10 |
| 4. Klein Zwitserland | 5  | 4   | 9  | 13 |
| 5. Rotterdam         | 5  | 2   | 6  | 11 |
| 6. De Kieviten       | 5  | 2   | 4  | 13 |

### Poule B
| Team       | GS | Ptn | DV | DT |
| ---------- | -- | --- | -- | -- |
| 1. HGC     | 5  | 9   | 15 | 3  |
| 2. Hurley  | 5  | 8   | 10 | 4  |
| 3. Pinoké  | 5  | 5   | 13 | 7  |
| 4. Alkmaar | 5  | 4   | 9  | 17 |
| 5. Hudito  | 5  | 2   | 9  | 13 |
| 6. SCHC    | 5  | 2   | 4  | 16 |

### Poule C
| Team         | GS | Ptn | DV | DT |
| ------------ | -- | --- | -- | -- |
| 1. Nijmegen  | 5  | 8   | 15 | 9  |
| 2. EHV       | 5  | 7   | 15 | 7  |
| 3. Kampong   | 5  | 6   | 11 | 8  |
| 4. Groningen | 5  | 5   | 16 | 13 |
| 5. Hattem    | 5  | 4   | 9  | 13 |
| 6. Leusden   | 5  | 0   | 5  | 21 |

### Poule D
| Team            | GS | Ptn | DV | DT |
| --------------- | -- | --- | -- | -- |
| 1. Oranje Zwart | 5  | 9   | 15 | 7  |
| 2. Den Bosch    | 5  | 8   | 15 | 7  |
| 3. MEP          | 5  | 4   | 11 | 12 |
| 4. Concordia    | 5  | 4   | 8  | 11 |
| 5. Venlo        | 5  | 3   | 7  | 11 |
| 6. Geel-Zwart   | 5  | 2   | 8  | 16 |

### Poule E
| Team          | GS | Ptn | DV | DT |
| ------------- | -- | --- | -- | -- |
| 1. Tilburg    | 5  | 10  | 13 | 6  |
| 2. EMHC       | 5  | 6   | 5  | 3  |
| 3. Push       | 5  | 5   | 15 | 8  |
| 4. Victoria   | 5  | 5   | 8  | 9  |
| 5. Tegenbosch | 5  | 2   | 5  | 12 |
| 6. Leonidas   | 5  | 2   | 9  | 17 |

### Poule F
| Team            | GS | Ptn | DV | DT |
| --------------- | -- | --- | -- | -- |
| 1. HDM          | 5  | 9   | 20 | 2  |
| 2. Amsterdam    | 5  | 7   | 23 | 8  |
| 3. Schaerweijde | 5  | 7   | 10 | 11 |
| 4. Ring Pass    | 5  | 3   | 10 | 16 |
| 5. Breda        | 5  | 3   | 4  | 17 |
| 6. Forward      | 5  | 1   | 7  | 20 |

## Kwartfinales
Officiële speeldatum: 20 maart 1994. De vier groepswinnaars en de twee beste nummers 2 spelen in de kwartfinale.
| Thuis        | Uitslag | Uit       | Bijzonderheden             |
| ------------ | ------- | --------- | -------------------------- |
| HDM          | 3-0     | Nijmegen  |                            |
| Oranje Zwart | 4-0     | Den Bosch |                            |
| Bloemendaal  | 2-2     | Hurley    | Hurley wint na strafballen |
| Tilburg      | 2-2     | HGC       | HGC wint na strafballen    |

## Halve finales
Officiële speeldatum: 27 maart 1994.  
| Thuis  | Uitslag | Uit          | Bijzonderheden |
| ------ | ------- | ------------ | -------------- |
| HDM    | 2-1     | HGC          |                |
| Hurley | 2-1     | Oranje Zwart |                |

## Finale
28 mei 1994, Amsterdam.
| Thuis | Uitslag | Uit    | Bijzonderheden |
| ----- | ------- | ------ | -------------- |
| HDM   | 6-1     | Hurley |                |